# Habib Sissoko
Habib Sissoko (* 2. Januar 1959) ist ein ehemaliger malischer Judoka.

## Sport
Sissoko trat bei den Olympischen Sommerspielen 1980 in Moskau an. Im Superleichtgewicht kam er auf Rang 19. Er verlor in der ersten Runde gegen Ahmed Moussa aus Algerien.
Seit 2000 ist er Präsident des Comité National Olympique et Sportif du Mali und seit 2016 Präsident der African Judo Union (AJU).